# Retablo mayor de la catedral de Burgos

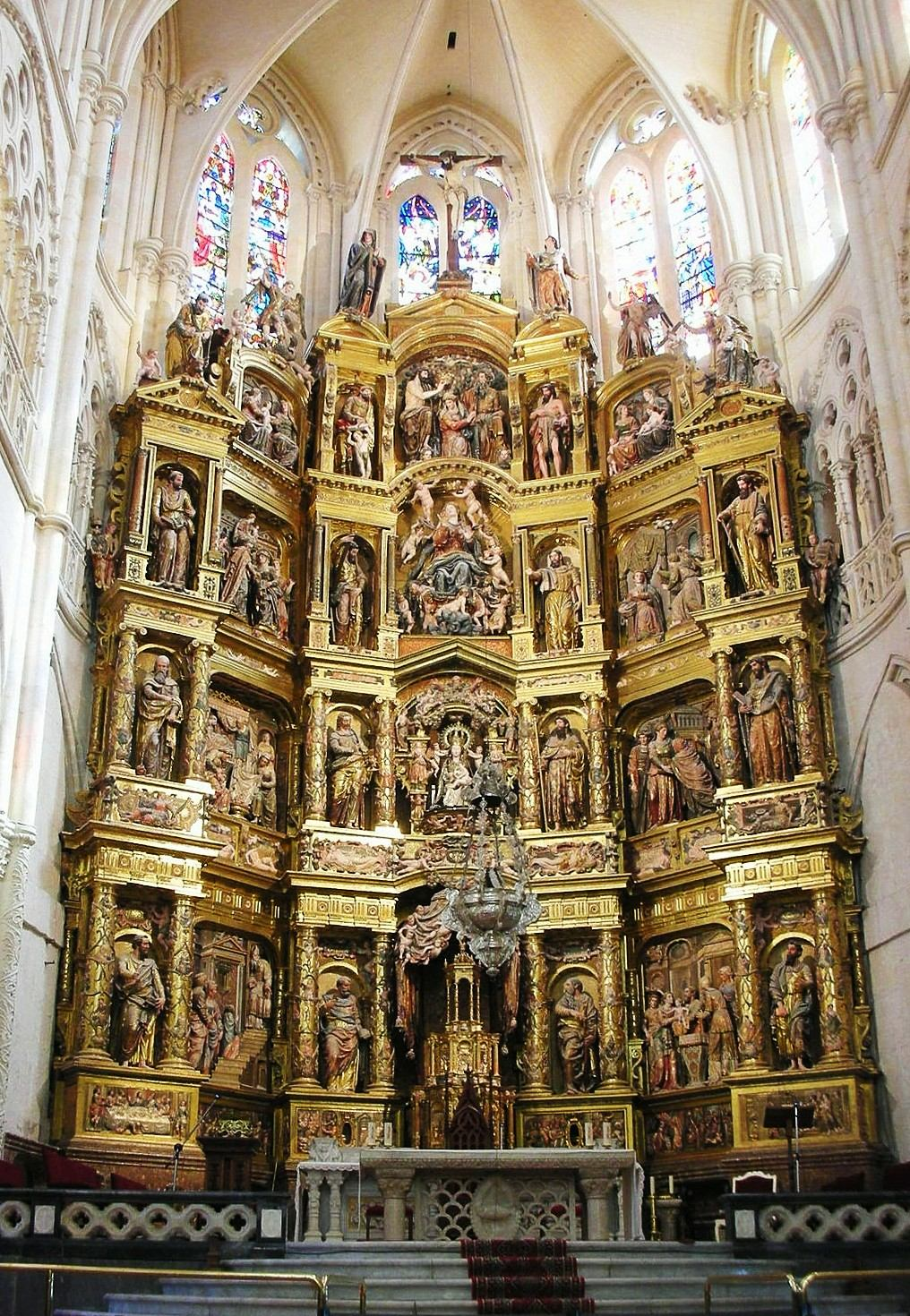
Retablo mayor de la Catedral de Burgos.

El retablo de la capilla mayor de la catedral de Burgos fue realizado durante el renacimiento español por los escultores Rodrigo y Martín de la Haya en estilo manierista romanista.

## Historia
En el año 1562 los hermanos Rodrigo y Martín de la Haya recibieron el encargo por parte del cabildo catedralicio de realizar un nuevo retablo mayor y escultórico en sustitución del anterior pictórico de la época gótica, y dedicado a la Virgen María. Se inspiraron para su realización en el retablo de la catedral de Astorga realizado por Gaspar Becerra. Ceán Bermúdez en su Diccionario Histórico, recogió los nombres de estos autores basándose en el relato del escritor-viajero Antonio Ponz, que fue el primero que les dio a conocer. Su construcción se caracterizó por su monumentalidad y por el seguimiento de las nuevas corrientes iconográficas dictadas por la contrarreforma, entre las que había el Decreto sobre la Santísima Eucaristía, dándole gran importancia a la creación del sagrario, así como la inclusión de reliquias de las santas Victoria, Centola y Elena, en el banco del retablo. Preside el retablo una imagen sedente de Santa María la Mayor de plata realizada por Cristóbal de Valladolid en estilo gótico durante el año 1464. Fue su comitente el obispo Luis de Acuña y Osorio.
Los hermanos de la Haya habían formado sociedad y trabajaban siempre juntos, lo que hace difícil atribuir las obras por separado, sin embargo Rodrigo era un poco más tradicional y más cercano al cuatrocentismo italiano. Las posturas que adoptan sus esculturas son delicadas y con expresiones muy idealizadas; organiza las vestiduras con pliegues pequeños y sus relieves son muy finos casi sin resalte. Su hermano Martín se expresa más cerca de Juan de Juni y más cerca del romanismo, estilo del que llega a ser un buen seguidor. Sus figuras tienen unos escorzos atrevidos y se inspiran en Miguel Ángel y prefiere ejecutar los relieves con mucho más resalte en los primeros planos.
Gracias a las investigaciones realizadas por Martínez Sanz, archivero de la catedral en el año 1866, se sabe el salario de Rodrigo de la Haya en 1562 y en 1566: 12.000 y 18.560 maravedíes respectivamente; también se ha podido saber que tuvo como colaborador para la construcción del tabernáculo a Domingo de Bérriz. En 1577 falleció Rodrigo, siguiendo la dirección de las obras su hermano Martín. En 1580 el retablo estaba ya terminado pero sin policromar. La policromía se hizo unos años después, en 1593.

## Descripción

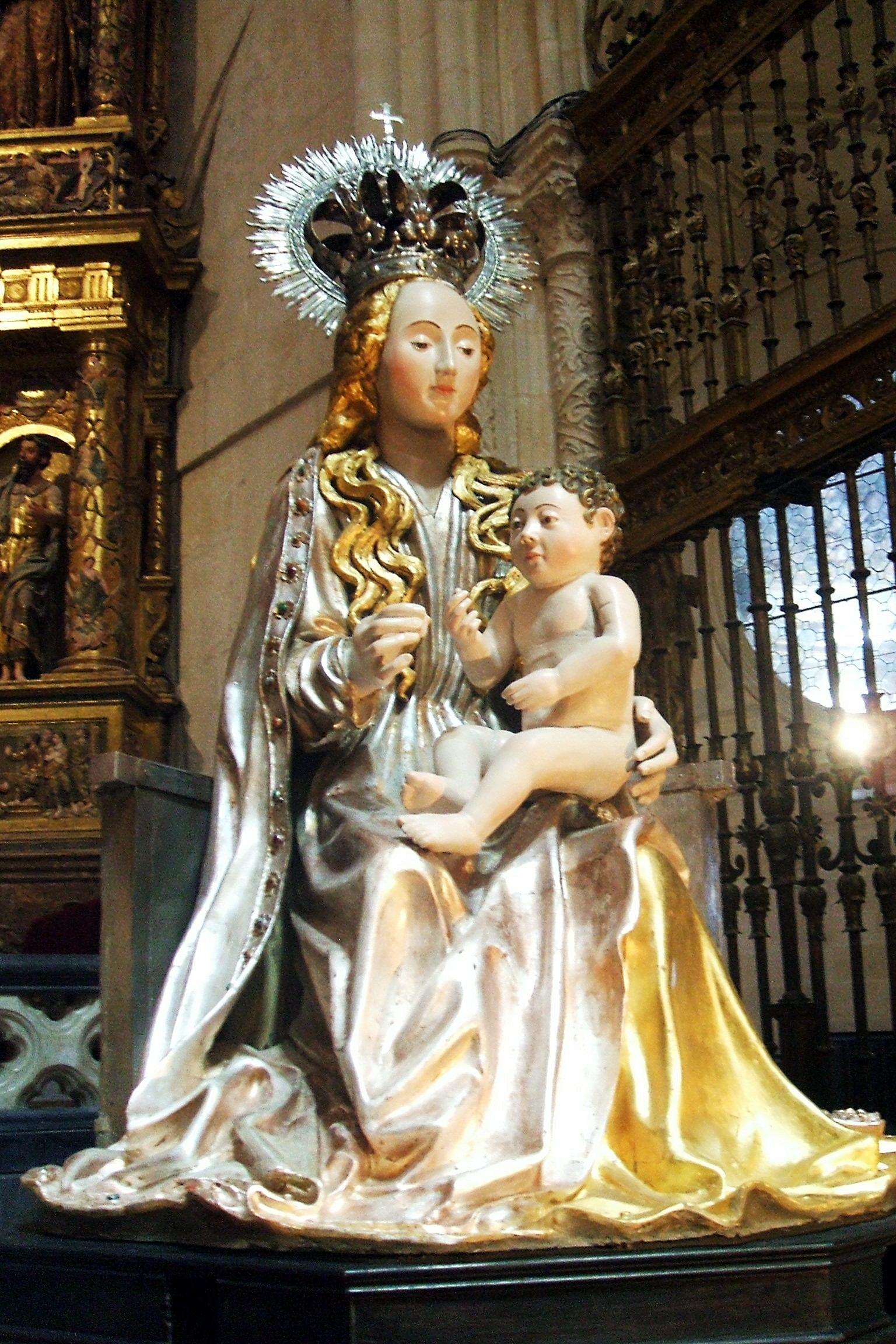
Réplica de la imagen de Santa María la Mayor, cuyo original, se encuentra en la parte central del retablo mayor de la Catedral de Burgos.

Se encuentra instalado en el ábside central de la capilla mayor de la Catedral de Burgos y consta de banco o predela, tres cuerpos y ático y siete calles verticales, —tres más anchas y cuatro más estrechas o entrecalles—.
La predela, colocada sobre un basamento, está ornamentada con relieves como la Santa Cena y en las entrecalles del cuerpo central se guardan las reliquias de las santas en ambos lados del tabernáculo del sagrario.
Las columnas de separación de las calles en el primer y segundo cuerpo están ornamentadas en los fustes con «follamen». Las del tercer cuerpo están menos adornadas. En el ático las separaciones están formadas por estípites con ristras de frutos talladas en sus frentes.
En la calle central, se encuentra el tabernáculo del sagrario que ocupa banco y primer piso, y sobre él, preside el centro del retablo la imagen en plata de Santa María la Mayor, realizada en 1465 por el orfebre Cristóbal de Valladolid. En los siguientes cuerpos centrales están colocadas las esculturas de la Asunción y la Coronación de María, realizadas entre 1576 y 1578 por Juan de Ancheta.
El apostolado, de bulto redondo, se encuentra colocado en las cuatro entrecalles —tres en cada una— y en las dos calles de los laterales, hay ocho altorrelieves con escenas de la vida de la Virgen María.
Sobre la cornisa del ático en su parte central se eleva un Calvario exento y sobre los cuerpos laterales hay figuras también exentas de santos.
El trabajo de policromía que se inició en 1593 y que tuvo una duración de tres años, fue realizado por Diego de Urbina de Madrid y Gregorio Martínez de Valladolid; recibieron como pago 110 ducados.